# Огні горять, музика грає…
«Огні горять, музика грає…» — вірш Тараса Шевченка, написаний 1850 року в Оренбурзі.

## Написання
Збереглося декілька автографів вірш: чистовий автограф у «Малій книжці»; чистовий автограф на окремому аркуші з датою 10 травня 1858 року; чистовий автограф на окремому аркуші, подарований К. Є. Троцині 12 травня 1858 року; чистовий автограф у «Більшій книжці». Автографи не датовані.
Вірш датується дослідниками за місцем автографа у «Малій книжці» серед творів 1850 року (під № 9 у третьому зшитку за 1850 рік) та часом перебування Шевченка в Оренбурзі у січні — квітні 1850-го, орієнтовно: січень — квітень 1850 року, та місцем написання — Оренбург.
Найраніший відомий текст — автограф у «Малій книжці», до якої вірш переписано орієнтовно навесні 1850 року, не пізніше 23 квітня (дня арешту поета), з невідомого автографа.
У 1858 році поет повернувся до роботи над цим твором. 10 травня 1858 року він переписав вірш, значно його виправивши, на окремому аркуші. 12 травня Шевченко записав текст з пам'яті олівцем для подарунку К. Є. Троцині (Троцина Костянтин Єлисеєвич (1827 — ?) — ніжинський повітовий маршалок; Шевченко познайомився з ним у Петербурзі 1858 року, коли Троцина як представник полтавського дворянства працював у земельному комітеті, створеному для підготовки селянської реформи). На аркуші є напис рукою Троцини: «Автограф Тараса Григорьевича Шевченко, оставленный им мне на память; написан им у меня на квартире в С.-Петербурге 12-го мая 1858 г. К. Троцина». З цього автографа з деякими змінами не раніше 12 травня і не пізніше 22 листопада 1858 року вірш переписано до «Більшої книжки», текст якої остаточний.
З «Малої книжки» вірш переписано до рукописного списку невідомої особи з окремими, за свідченням О. Я. Кониського, виправленнями Шевченка кінця 1850-х років, що належав Л. М. Жемчужникову і тепер не відомий. Уривки з нього, наведені Кониським, відповідають тексту «Малої книжки».

## Публікація
Вперше вірш надруковано в газеті «Иллюстрация» 1861 року (№ 17, 13 липня, стор. 7.1) за «Більшою книжкою».
Вірш вперше введено до збірки творів у виданні: «Кобзарь Тараса Шевченка / Коштом Д. Е. Кожанчикова» 1867 року (СПб., стор. 428, за «Більшою книжкою»).

## Сюжет
Вірш є лаконічним і зримим малюнком безжурної молодості («Алмазом добрим, дорогим // Сіяють очі молодії; // Витає радость і надія // В очах веселих»; «І всі регочуться, сміються, // І всі танцюють»), який різко контрастує з настроєм і переживаннями автора, який, «неначе заклятий», спостерігає за цим, з гіркотою думає про те, що, «мов негода», минула його молодість, і «нишком плаче». Твір відбиває сумні думи засланого поета, який зазнав так мало щастя й радості в своєму житті. Вірш засвідчує Шевченкову майстерність передавати в одній неподільній фразі живу суперечливість думки чи почуття («Огні горять, музика грає, // Музика плаче, завиває»).

## Музика
Музику до твору писали М. В. Лисенко, С. І. Воробкевич, П. І. Сениця й інші.